# Ensjölokarna
Ensjölokarna är ett naturreservat och Natura 2000-område i Ljusdals kommun, några kilometer norr om Ramsjö.
Ensjölokarna är ett av Hälsinglands mest sevärda urskogsområden. De äldsta furorna är över 400 år gamla och flera av de äldsta träder har överlevt upp till fyra skogsbränder. I skogen trivs bland annat fjällvråk, tretåig hackspett, hökuggla och lavskrika. Här förekommer även flera sällsynta mossor, vedinsekter och svampar som nordlig anisticka, rosenticka och blackticka. Ensjölokarna blev domänreservat 1924 och blev naturreservat 1996. Sjön Stora Ensjöloken ingår i reservatet.